# یواس‌اس آبسکون (آی‌دی-۳۱۳۱))
یواس‌اس ابسکون (آی‌دی-۳۱۳۱)) (به انگلیسی: USS Absecon (ID-3131)) یک کشتی است. این کشتی در سال ۱۹۱۸ ساخته شد.